# بوش-دو-رون
بوش-دُو-رُن (به فرانسوی: Bouches-du-Rhône) سیزدهمین شهرستان فرانسه است. شهرستان بوش دو رون در جنوب شرقی این کشور قرار دارد. این شهرستان زیرمجموعه ناحیه پروانس آلپ-کوت دازور می‌باشد. مساحت این شهرستان ۵٬۰۸۷ کیلومتر مربع و جمعیت آن ۱٬۹۵۸٬۹۲۶ نفر است. این شهرستان در خلال انقلاب فرانسه بر پا گردید. بوش دو رون از سمت جنوب به دریای مدیترانه راه دارد.